# Keith O’Neill
Keith Padre Gerard O’Neill (ur. 16 lutego 1976 w Dublinie) – irlandzki piłkarz występujący na pozycji napastnika.

## Kariera klubowa
O’Neill jako junior grał w zespołach Tolka Rovers oraz Home Farm. W 1994 roku został graczem angielskiego Norwich City z Premier League. W lidze tej zadebiutował 2 listopada 1994 w zremisowanym 1:1 meczu z Southamptonem. W sezonie 1994/1995 wraz z zespołem zajął 20. miejsce w lidze i spadł z nim do Division One. W Norwich występował do 1999 roku.
Następnie O’Neill przeszedł do Middlesbrough z Premier League. Do końca sezonu 2000/2001 w jego barwach rozegrał 37 spotkań. W 2001 roku odszedł do Coventry City, grającego w Division One. Jego zawodnikiem był do końca sezonu 2003/2004, po czym zakończył karierę.
W Premier League rozegrał 38 spotkań.

## Kariera reprezentacyjna
W reprezentacji Irlandii O’Neill zadebiutował 29 maja 1996 w przegranym 0:1 towarzyskim meczu z Portugalią. 2 czerwca 1996 w zremisowanym 2:2 towarzyskim pojedynku z Chorwacją strzelił swojego pierwszego gola w kadrze. W latach 1996–1999 w drużynie narodowej rozegrał 13 spotkań i zdobył 4 bramki.